# 刘集镇 (仪征市)
刘集镇，是中华人民共和国江苏省扬州市仪征市下辖的一个乡镇级行政单位。

## 行政区划
刘集镇下辖以下地区：
刘集街道社区、古井街道社区、刘集村、建军村、联营村、盘古村、黄营村、联合村、夏窑村、白羊村、古井村、利民村、中心村、仓房村、百寿村、六巷村、高彭村、铁牌村和陈巷村。